# Ordine al merito della Repubblica di Polonia
L'Ordine al Merito della Repubblica di Polonia (Order Zasługi Rzeczypospolitej Polskiej) è un ordine cavalleresco della Polonia.

## Storia
L'Ordine venne fondato il 10 aprile 1974 come ordine di merito per la Repubblica Popolare di Polonia.
Dopo la caduta del comunismo in Polonia nel 1989 si decise di apportare anche all'Ordine cavalleresco i cambiamenti del caso, ovvero sostanzialmente la variazione della sigla "PRL" in "RP" (Repubblica polacca), oltre all'apposizione della corona sopra l'aquila polacca dell'insegna come stabilito dal nuovo stemma della Polonia. Venne cambiato anche il colore del nastro che dall'azzurro passò al blu cobalto.
L'Ordine è riservato ai polacchi ed ai non polacchi che si siano distinti grandemente a favore della Polonia, pur anche se risiedano all'estero.

## Classi
Dal 1974 al 1991 l'ordine disponeva delle seguenti classi di benemeranza:
- Gran Cordone
- Commendatore con Placca
- Commendatore
- Medaglia d'Oro
- Medaglia d'Argento

| Nastri             |                |              |                         |              |
| Medaglia d'Argento | Medaglia d'Oro | Commendatore | Commendatore con Placca | Gran Cordone |

Dal 1991 l'Ordine dispone delle seguenti classi di benemerenza:
- Gran Croce
- Croce di Commendatore con Placca
- Croce di Commendatore
- Croce di Ufficiale
- Croce di Cavaliere

| Nastri             |                    |                       |                                  |            |
| Croce di Cavaliere | Croce di Ufficiale | Croce di Commendatore | Croce di Commendatore con Placca | Gran Croce |

## Insegne
- Il nastro è completamente blu.

## Galleria d'immagini

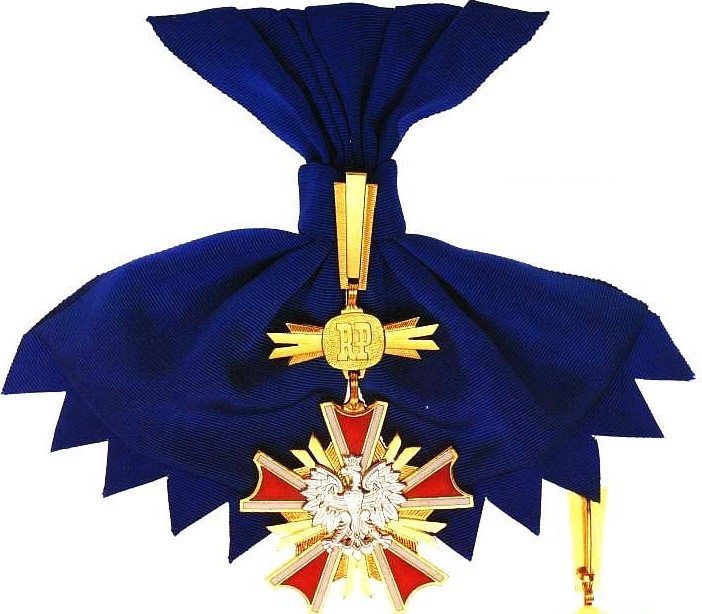
Insegna dell'Ordine
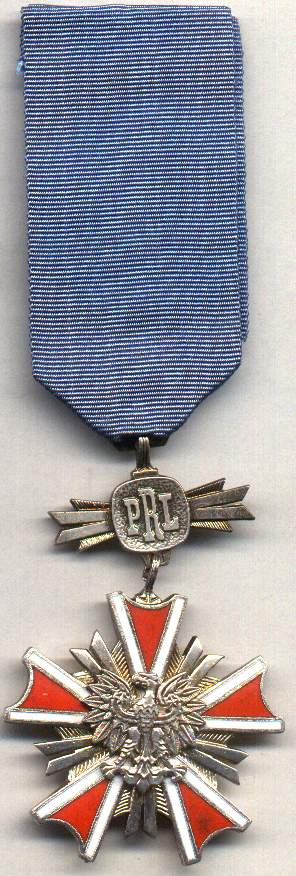
La V Classe dell'Ordine nella versione del 1974
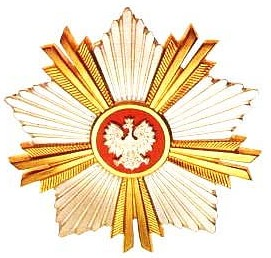
La Placca del grado di Cavaliere di Gran Croce
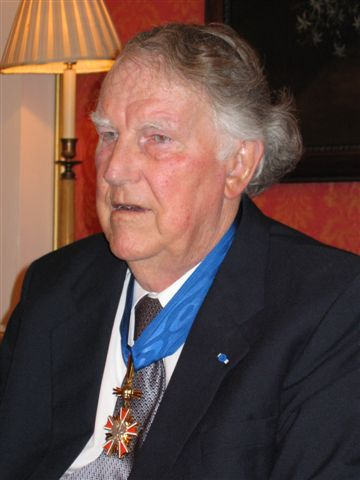
Sir Edmund Hillary mentre indossa la croce di Commendatore (e rosetta) dell'Ordine al Merito della Repubblica di Polonia, in una foto del 2004